# Kymco Quannon
Die Kymco Quannon 125 ist ein Leichtkraftrad-Motorrad der Kategorie Supersportler des taiwanischen Herstellers Kymco.
Sie hat Doppel-Halogenscheinwerfer, Analog-/Digitalcockpit, einen luft-/ölgekühlten Viertaktmotor, Scheibenbremsen vorne (276 mm) und hinten (220 mm), ein Gewicht von 140 kg und einen 13-Liter-Tank. Der Hubraum liegt bei 124 cm³ und bringt eine Leistung von 9,6 kW bei 10000/min. Sie verfügt über eine 5-Gang-Schaltung mit Ölbad-Lamellenkupplung. Die Maschine wurde von 2007 bis 2014 angeboten.
Zusätzlich wurde ab 2010 eine Kymco Quannon 125 Naked angeboten.